# منشار دائري

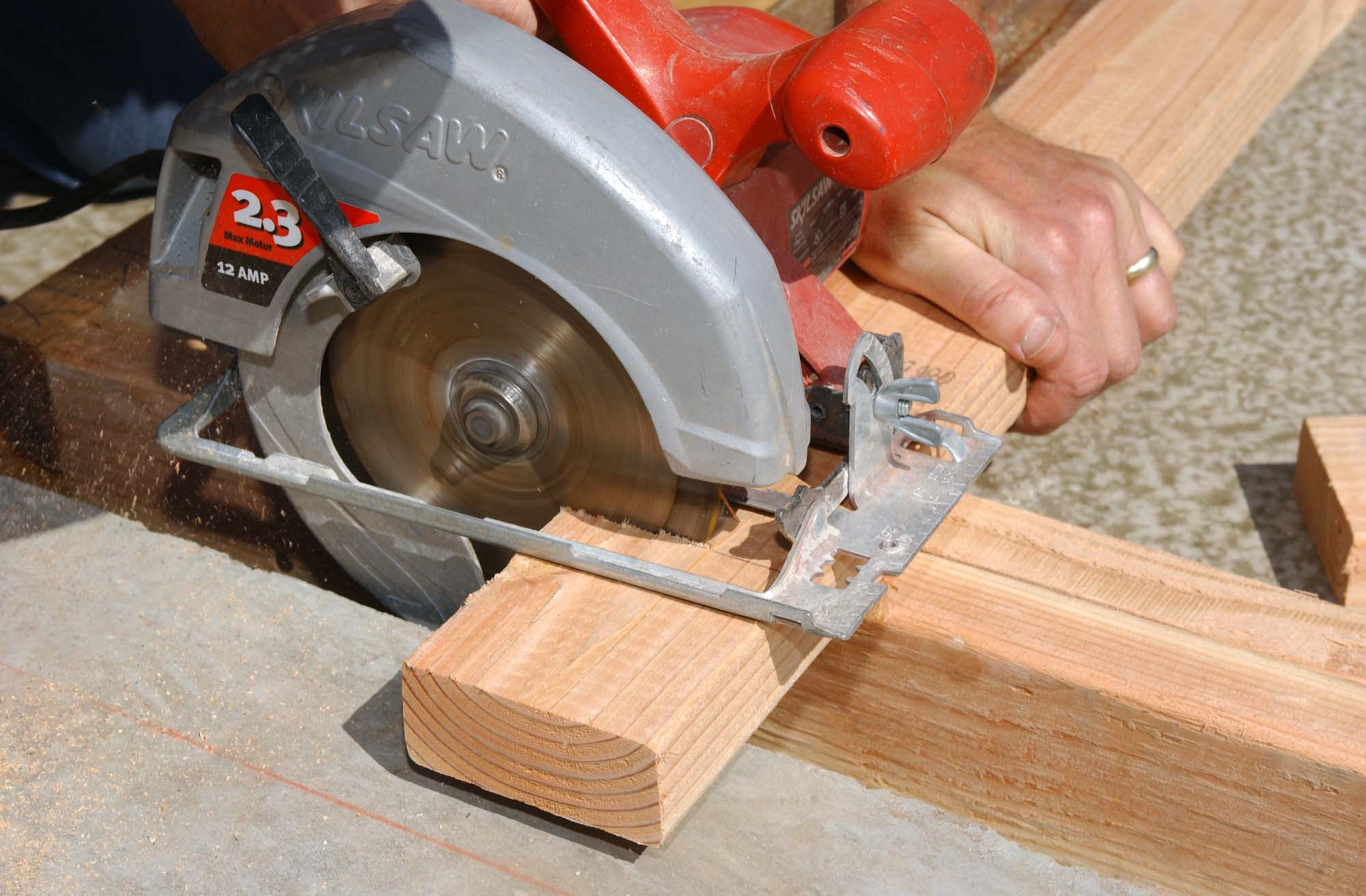
منشار دائري يدوي.

المنشار الدائري هو آلة طاقة لقطع الأخشاب والاحجار والبلاستيك والمواد الأخرى، وهو عبارة عن مسنن ذو شفرات حادة يدور بسرعة كبيرة مما يجعل قوة قطعه أقوى، تعمل من خلال محرك هيدروليكي مما يجعله تستغني عن مصدر طاقة آخر منفصل.